# ۱۳۰۷ (میلادی)
۱۳۰۷ (میلادی) هزار و سیصد و هفتمین سال تقویم میلادی است.

## درگذشت‌ها
- ۷ ژوئیه - ادوارد یکم، پادشاه انگلستان

‎